# Борис I
Борис I (другой вариант имени — Богорис, в крещении Михаил; 1-я половина IX века — 2 мая 907) — правитель Болгарии с 852 по 889 год. После крещения в 864 году официальный титул — «князь». Сын хана Пресиана.
Ввёл христианство в качестве государственной религии в 865 году, при крещении принял имя в честь византийского императора Михаила III. В 866 году подавил восстание языческой знати. Почитается православным святым в лике равноапостольного. День памяти — 2 мая.

## Биография

### Правление
В 854 году князь Великой Моравии Ростислав убедил Бориса помочь ему против Восточно-Франкского королевства. В это время хорваты начинают войну против Болгарии. Оба народа до этого сосуществовали мирно, на основании этого предполагается, что хорватам заплатил Людовик, чтобы они напали на Болгарию и отвлекли внимание Бориса от его союза с Великой Моравией. В результате хан Борис был вынужден уступить. В результате военных действий в 855 году мир между болгарами и восточными франками был восстановлен, и Ростислав был вынужден бороться против Людовика в одиночку.
Неудача постигла его и в борьбе с Византией в 855—856 годах. Болгария потеряла области Загора и Филиппополь. Не помог в борьбе с Византией и союз с Людовиком Немецким, снова последовало поражение. Во второй раз Византия потребовала в обмен на мир не земли, а крещение хана.
После смерти правителя Рашки Властимира в 860 году государство было разделено между его сыновьями. Борис, желая воспользоваться смутой, вторгся в Рашку, но снова был побеждён. Сербы захватили его сына Владимира Расате и двенадцать великих бояр, в итоге Борис был вынужден подписать мир.
В 867 году, воспользовавшись смутой в Византии, болгары захватили город Охрид.

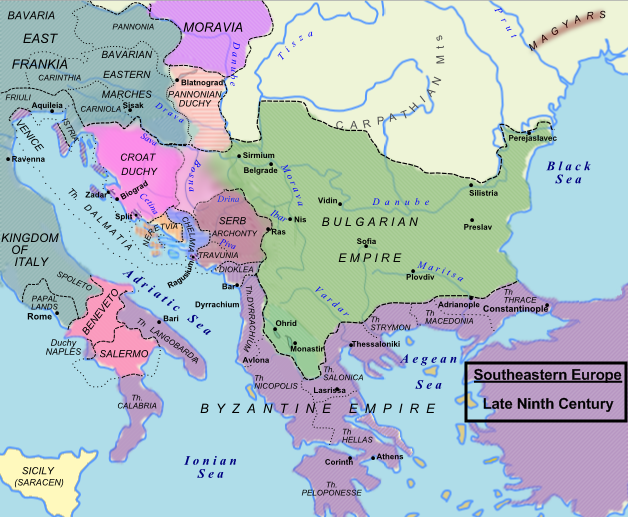
Границы Болгарии при Борисе I

### Предпосылки крещения Болгарии
В военном деле у Бориса дела обстояли не лучшим образом, болгарские войска терпели поражения, а в стране случился голод. Болгарская царевна была заложницей в Византии, а наследник престола Владимир Расате попал в плен в Сербии. Пленный учёный греческий монах по имени Феодор Куфара стал советником царя.
Во время правления императрицы Византии блаженной Феодоры Борис решил разорвать мир и объявил ей, что двинется войной на Византию. На это Феодора ответила ему знаменитыми словами:
Если ты восторжествуешь над женщиной, слава твоя не будет стоить ничего; но если тебя разобьёт женщина, ты станешь посмешищем целого мира.
После такого ответа Борис предпочёл сохранить мир. Феодора же сообщила ему, что готова за любой выкуп вернуть Феодора Куфара. Борис согласился на это, потребовав взамен вернуть его сестру. Сестра Бориса Персика (в крещении Евпраксия) была воспитана при византийском императорском дворе, крещена и оказалась глубоко верующим человеком. Она стала продолжать дело Феодора Куфары.
В то время монах по имени Мефодий написал картину «Страшного Суда» в одном из любимых домов царя. Борис хотел заказать картину на любимую им тематику охоты, однако монах отклонил просьбу и настоял, что тему выберет по своему усмотрению. Борис согласился, но с условием, чтобы картина вводила зрителей в страх и изумление. Это условие Мефодий исполнил: при виде законченной картины Бориса охватил страх перед Богом. Как утверждает летописец, это и стало окончательным аргументом в пользу принятия крещения.

### Крещение Болгарии

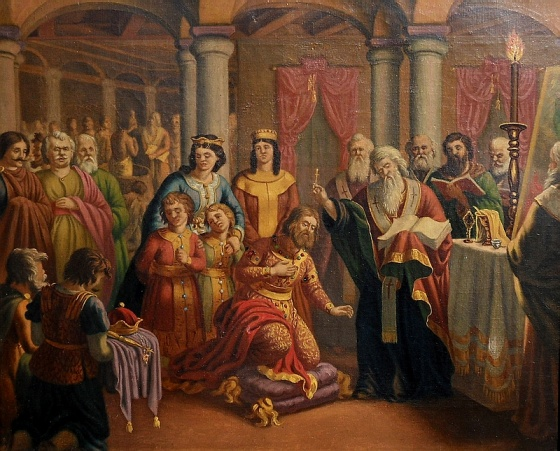
Крещение Преславского двора, Н. Павлович, XIX век.

После ряда военных неудач в походах против Византии Борис принял решение в начале 860-х годов о принятии христианства своим народом и сам около 865 года был крещён под именем Михаила — в честь сына императрицы Феодоры. Продолжатель Феофана отмечал личную роль Феодоры в деле христианизации Болгарии, хотя, следуя агиографической традиции, основную причину крещения видит в избавлении болгар с помощью Бога от сильного голода.
Причины принятия христианства могли быть глубже. Во-первых, языческая религия мешала Болгарии во внешней политике, потому что все страны, с которыми Болгария заключала договоры, были христианскими, — а разница в религиях очень часто использовалась как предлог для нарушения уже заключенных договоров. Во-вторых, христианство давало возможность устранить разницу между болгарами и славянами, что сравнительно скоро привело к формированию единого этноса. Политическое признание Болгарии другими европейскими государствами и утверждение единой власти внутри страны также могли быть причинами принятия христианства.

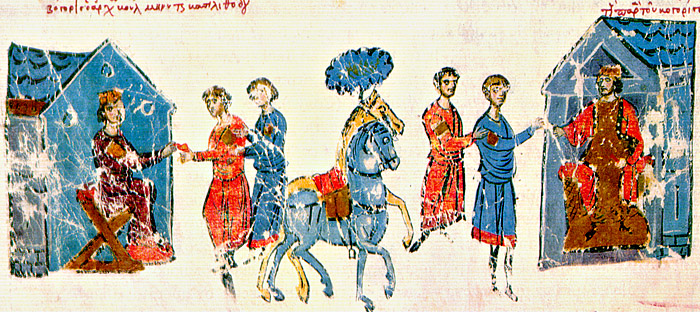
Царь Борис I шлёт послов к императрице Феодоре. Миниатюра из Хроники Иоанна Скилицы, начало XIII века

Из-за разногласий с патриархом Фотием Борис І подчинил болгарскую церковь папе Николаю I. В 870 году после четырёхлетней унии с Римской церковью вернулся под омофор нового константинопольского патриарха Игнатия, который предоставил Болгарской епархии широкую автономию.
В 886 году Борис I принял изгнанных из Великой Моравии учеников Кирилла и Мефодия — Климента, Наума и Ангелария. Под покровительством князя они переводили книги с греческого на славянский язык, а также писали оригинальные произведения. Были основаны Преславская и Охридская книжные школы. По повелению Бориса были открыты множество училищ, построены новые монастыри и церкви. Под руководством князя Болгария стала колыбелью славянской письменности и культуры.

### Отречение от трона
Удалившись в монастырь, Борис передал власть сыну Владимиру Расате, но, когда тот начал преследование христианства, он кратковременно вернулся к власти, низложил Владимира и возвёл на престол другого сына — царя Симеона I, продолжившего политику христианизации. Владимир был ослеплён, его дальнейшая судьба неизвестна.

### Память

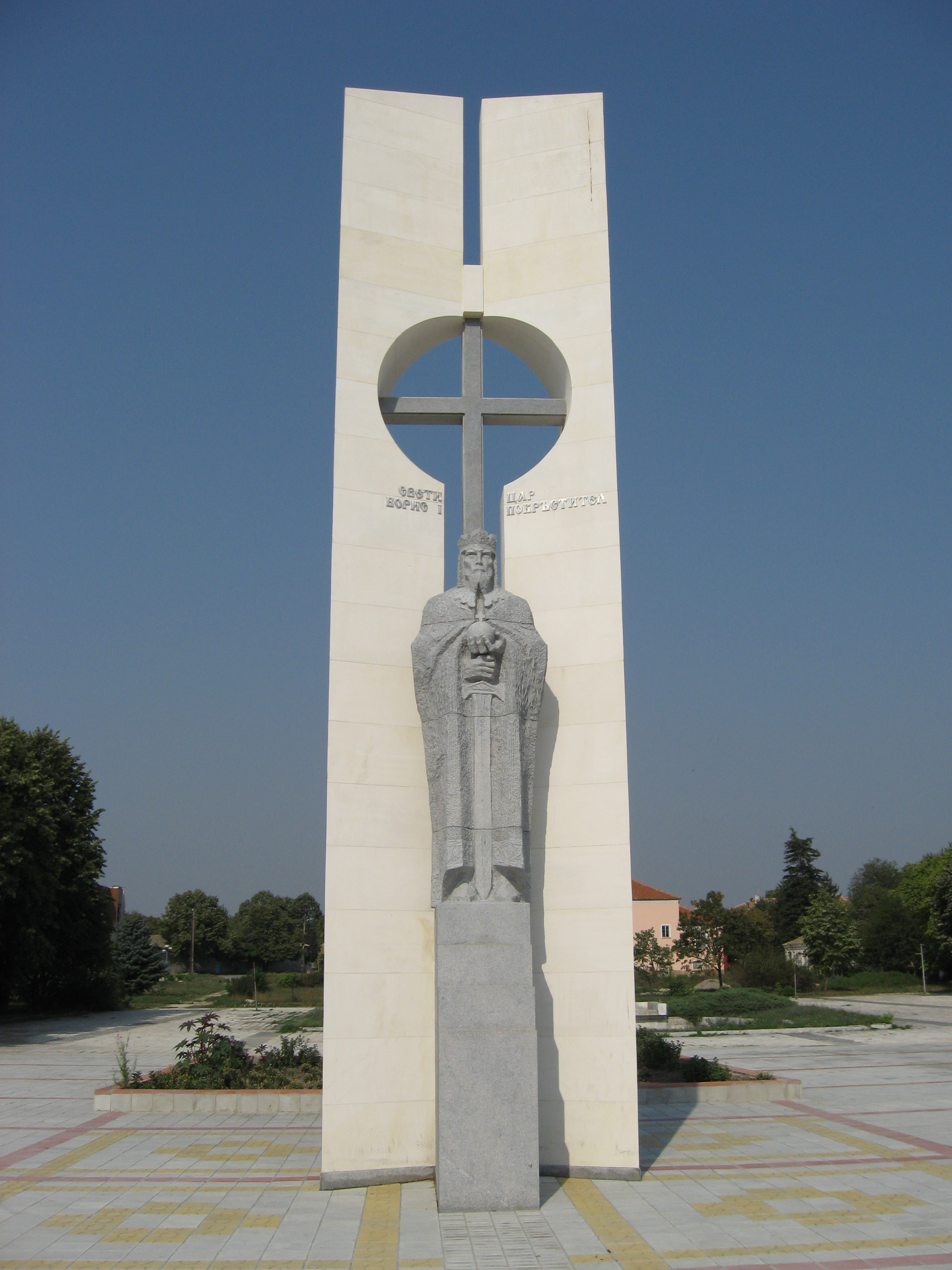
Памятник Борису I в Плиске

Канонизирован Болгарской православной церковью как святой царь Борис Креститель (болг. Св. цар Борис Покръстител).
Болгарский фильм 1984 года «Борис I. Последний язычник».